# 32101 Williamyin
32101 Williamyin è un asteroide della fascia principale. Scoperto nel 2000, presenta un'orbita caratterizzata da un semiasse maggiore pari a 2,5354397 UA e da un'eccentricità di 0,2008784, inclinata di 1,20942° rispetto all'eclittica.